# Nader El-Sayed
Nader El-Sayed (arabisch نادر السيد; * 13. Dezember 1972 in Dakahlia) ist ein ehemaliger ägyptischer Fußballtorwart, der insgesamt dreizehn Jahre für die ägyptische Fußballnationalmannschaft spielte.

## Klubkarriere
El-Sayed begann seine Profikarriere bei Zamalek SC. Nach sechs erfolgreichen Jahren nahm er die Chance wahr und wechselte er zum belgischen Topklub FC Brügge. Nachdem er sich dort keinen Stammplatz sichern konnte, versuchte er sein Glück in Griechenland bei Akratitos Ano Liosia in der Alpha Ethniki.
Nachdem er kurz für Al-Ittihad und Al-Masry gespielt hatte, wechselte er zu Al-Ahly Kairo. Er nahm an der FIFA-Klub-Weltmeisterschaft 2005 teil und belegte den 5. Platz, da man das Spiel gegen den FC Sydney mit 1:2 verlor.
Am 9. Januar 2007 wechselte er zu ENPPI Club, nachdem es ihm nicht gelungen war, sich bei Al-Ahly Kairo einen Stammplatz zu erkämpfen.
El-Sayed ist auch als Elfmeterkiller bekannt. Während seiner Karriere hielt er insgesamt 21 Strafstöße im Verein und in der Nationalmannschaft.

## Nationalmannschaftskarriere
El-Sayed spielte 13 Jahre in der Nationalelf seines Heimatlandes. Sein Debüt gab er im Jahr 1995 beim 1:1-Unentschieden gegen Jordanien.
Er spielte auch als Kapitän bei den Olympischen Sommerspielen 1992 in Barcelona und bei der Junioren-Fußballweltmeisterschaft 1991 in Portugal.
El-Sayed ist auch der einzige Torwart, der zweimal der Fußball-Afrikameisterschaft als bester Torhüter gewählt wurde und zwar beim Africa-Cup 1998 und 2000.
Da er sich bei Al-Ahly Kairo keinen Stammplatz sichern konnte und er langsam in die Jahre kam, machte er sein letztes Spiel im Jahr 2005 bei der Qualifikation zur Fußball-Weltmeisterschaft 2006 gegen die Elfenbeinküste, das mit 0:2 verloren wurde.

## Titel und Erfolge
Al-Ahly Kairo
- CAF Champions League: 2005, 2006
- Egyptian Premier League: 2005/06
- ägyptischer Pokal: 2005/06
- ägyptischer Supercup: 2005/06
- CAF Super Cup: 2005

Zamalek SC
- CAF Champions League: 1994, 1996
- CAF Super Cup: 1994, 1997
- Egyptian Premier League: 1991/92, 1992/93

Ägyptische Fußballnationalmannschaft
- Africa-Cup 1998
- Arab Cup: 1992
- Junioren-Fußballweltmeister 1991

Persönliche Ehrungen
- 2× bester Torhüter des Africa-Cup 1998 und 2000
- bester Torhüter bei der Junioren-Fußballweltmeisterschaft 1991
- bester arabischer Torhüter 1992
- 7× bester ägyptischer Torhüter zwischen 1992 und 1998